# Porfirio Remberto Ramírez
Porfirio Remberto Ramírez Ruiz (Antonio Díaz, Provincia de Las Villas, Cuba, 1933-Manicaragua, Provincia de Las Villas, Cuba, 12 de octubre de 1960) fue un revolucionario cubano, activista estudiantil, participante en el derrocamiento del régimen de Fulgencio Batista y miembro de la resistencia armada al régimen de Fidel Castro. Fue ejecutado durante la represión de la Rebelión del Escambray.

## Dirigente estudiantil
Nacido en el seno de una familia campesina de la provincia de Las Villas. Desde la adolescencia se dedicó a las labores agrícolas. Recibió su educación primaria en una escuela rural. Luego se mudó a Santa Clara, allí se graduó en una escuela comercial e ingresó a la Universidad Marta Abreu. Estudió para ser economista. Porfirio Ramírez se adhirió a puntos de vista democráticos y fue un fuerte opositor del régimen de Fulgencio Batista. Se opuso abiertamente a las autoridades y dirigió un grupo antigubernamental clandestino asociado a la Organización Revolucionaria Auténtica y al Directorio Revolucionario 13 de Marzo . Tras dejar sus estudios se dirigió a la sierra del Escambray, donde dirigió un destacamento partidista antibatista. Cualidades de liderazgo demostradas de “carisma e imprudencia”. Por su aspecto moreno, era conocido con el sobrenombre de El Negro aunque no era afrocubano. Tenía el grado de capitán del ejército revolucionario. Al ingresar a Santa Clara, liberó personalmente a los prisioneros políticos que ahí se encontraban.

## Rebelión
Tras la victoria de la Revolución cubana, Porfirio Ramírez regresó a la universidad. Continuó sus estudios y trabajó como contador en Santa Clara. Fue elegido Presidente de la Federación Estudiantil Universitaria (FEU) de la Provincia de Las Villas. Las creencias democráticas de Ramírez rápidamente lo llevaron a un conflicto con el gobierno de Fidel Castro. Ramírez condenó duramente el aparente establecimiento de una nueva dictadura.

A finales de agosto de 1960, Porfirio Ramírez tomó nuevamente las armas en la montaña y se unió a la Rebelión del Escambray. En una primera etapa, el movimiento rebelde estuvo liderado por el campesino Sinecio Walsh, exguerrillero del Movimiento 26 de Julio. Su destacamento contaba con unas cien personas. Otros comandantes incluidos Plinio Prieto, Vicente Méndez, Diosdado Mesa, Joaquín Membibre y Porfirio Ramírez se agruparon en torno al destacamento de Walsh.
Cuando Porfirio Ramírez se levantó en armas con Castro, era guerrillero. Cuando volvió su arma contra Castro, se convirtió en un “bandido”.

-Guillermo Fariñas.

## Ejecución
El principal campamento rebelde se estableció en el pueblo montañoso de Nuevo Mundo. Esta concentración atrajo la atención de las tropas y milicias gubernamentales, que fueron conducidas al Escambray para reprimir el levantamiento. Después de la muerte del teniente de las milicias Obdulio Morales Torres (sobrino de un importante funcionario del régimen castrista Félix Torres González) en un tiroteo con el grupo de Vicente Méndez, las fuerzas gubernamentales bajo el mando de Manuel "Piti" Fajardo y Juan Vitalio Acuña Núñez lanzaron una ofensiva masiva en Nuevo Mundo. Los rebeldes se retiraron por separado en pequeños grupos. Durante la retirada fueron capturados varios comandantes. Porfirio Ramírez fue capturado en una breve escaramuza cerca de Pico Tuerto, su ubicación había sido delatada por uno de sus compañeros capturados.

Estudiantes de Santa Clara se manifestaron en apoyo a Porfirio Ramírez. Las manifestaciones fueron dispersadas por policías y milicias, pero Fidel Castro prometió a la familia de Ramírez perdonarle la vida. Sin embargo, el 12 de octubre, un tribunal de Santa Clara dictó cinco condenas a muerte, incluida la de Porfirio Ramírez. Unos sesenta rebeldes comunes y corrientes fueron condenados a largas penas de prisión. La noche antes de su ejecución, Ramírez escribió una carta a su familia y amigos:
Cualquiera que haya pasado por estos horrores debería estar feliz de morir: la muerte aliviará la opresión, la vergüenza y la cobardía y se convertirá en un ejemplo para las generaciones futuras. Me quedaban unas horas y nunca me había sentido tan seguro en mi vida. Lo sé: mi muerte no será en vano.
A última hora de la tarde del 12 de octubre de 1960, Sinecio Walsh Ríos, Plinio Prieto, José Palomino Colón, Ángel Rodríguez del Sol y Porfirio Remberto Ramírez fueron fusilados en el campamento de milicias de La Campana, cerca de Manicaragua. Antes de su ejecución, Ramírez se comportó estoicamente y con valentía, bromeando sarcásticamente con las milicias del pelotón de fusilamiento. Le dispararon tres veces en la cara.

## Legado
Porfirio Remberto Ramírez es una figura popular en la disidencia cubana moderna. Se le menciona entre los principales líderes de la resistencia anticastrista. Un estudiante de origen campesino, un demócrata acérrimo que luchó contra 2 dictaduras, que sin utilizar la violencia contra la población civil, simboliza a su manera los ideales originales de la Revolución cubana. Las protestas contra la ejecución de Porfirio Ramírez fueron los primeros actos de protesta pacífica en Cuba. En 2019, el disidente Guillermo Fariñas envió una carta abierta al ministro cubano de Educación Superior, Ramón Saborido, en defensa de los profesores y estudiantes perseguidos por motivos políticos. Fariñas, en particular, recordó el papel de Porfirio Ramírez en el movimiento estudiantil cubano.